# Lac Long (Saint-Alphonse-Rodriguez)
Pour les articles homonymes, voir Lac Long.
Le lac Long est un lac situé dans la Matawinie à Saint-Alphonse-Rodriguez.